# Кардифф, Джанет
Джанет Кардифф (род. 15 марта 1957 года) — канадская художница саунд-арта, работающая в жанре звуковой инсталляции, известная своими «аудиопрогулками». В настоящее время живёт и работает в Британской Колумбии, Канада.

## Биография
Джанет Кардифф родилась в 1957 году в Брюсселе, Онтарио , Канада, и выросла на ферме за пределами маленькой деревни. В 1980 году она получила степень бакалавра в Университете Квинс в Кингстоне, в 1983 году получила МВА в Альбертском университете. Во время учебы в Эдмонтоне она познакомилась с Джорджем Бурешем Миллером, который стал её мужем и соратником в творчестве, с ним в 1983 году она работала над созданием фильма под названием «Ангел-хранитель».
Кардифф обучалась фотографии и печати, её ранние работы были созданы в технике широкоформатной шёлкографии. После опыта кинопроизводства художница стала включать элементы последовательного повествования, начала проводить эксперименты со звуком и движения.

## Творчество
Джанет Кардифф занималась созданием симфонических многоканальных звуковых инсталляций совместно с мужем, но ключевой работой в карьере художницы считается цикл «Прогулки (walking pieces)», который представляет собой аудиовизуальные прогулки по маршруту, который сообщается в записанном аудиокомментарии. Таким образом, пространство, описываемое в аудиокомментарии, накладывается на пространство, видимое непосредственно зрителем.

### «Прогулки»
Первая аудиопрогулка под названием «Forest Walk» была создана в 1991 и рассчитана на двенадцать минут. Проведена в арт-резиденции Banff Centre.
Место действия для художницы является пространством для фантазии. «Истории ванной комнаты» тоже была включена в цикл «Прогулки», хотя инсталляция проходила в замкнутом пространстве, данный проект был сделан для групповой выставки Art All Over My House, в ходе которой куратор Дональд Гудес предоставил свой дом семнадцати художникам для воплощения своих проектов. Выставка была посвящена изучению предметно-ориентированного искусства.
«Неспособность сделать звук (An Inability to Make a Sound)». 1992. 10 минут. Галифакс, Канада. Кардифф сняла большую студию в Монреале и создала в ней инсталляцию из шлакоблоков, строительных лесов и досок, которые создавали внутренний ландшафт. Идея состояла в том, чтобы проложить звуковой маршрут-комментарий сквозь эти препятствия (комментарий звучал в наушниках).
«Прогулка Луизианы (Louisiana Walk)». 1996. 11 минут. Walking and Thinking and Walking. Музей Луизиана. В инсталляции используется понятие «удаленный зритель», который наблюдает через видеокамеру за женщиной в саду. Женщина голосом Кардифф обращается к зрителю через видеоизображение.
«Munster Walk». 1997.17 минут. Кардифф была приглашена принять участие в Skulptur Projekte 1997. Она создала персонаж, который совершал путешествие по маршруту своей погибшей дочери через весь город, останавливался там, где она стояла, рисовала пейзажи или делала записи о своих странствиях.
«В реальном времени (In Real Time)». 1999. 18 минут. Curated by Madeleine Grynsztejn. Carnegie Museum of Art. Питтсбург, США. Онлайн-информация, получаемая зрителем с помощью собственного «бокового зрения», вступает в противоречие с видеоматериалом.
«Фотографирование (Taking Pictures)». 2000.16 минут. Сент-Луисский художественный музей, США. Кардифф в этой инсталляции стремилась передать чувство летнего леса с фотографиями, сделанными в этом же месте в зимний период. Сценарий говорил о времени и о том, как воспоминания изменяют положение вещей.
«Телефонный звонок (The Telephone Call)». 2001. 15 минут, 20 секунд. Музей современного искусства в Сан-Франциско, США. Прогулка была создана как рассказ, вовлекающий людей во взаимодействия в пространстве. В основе — повествование о том, как наш ум придумывает сценарии из случайных встреч между людьми.
«PS1 Walk». 2001.10 минут, 38 секунд. Куратор- Каролин Христов-Бакарджиев. Центр современного искусства P.S.1. Квинс, Нью-Йорк, США. Эта прогулка была реализована во время проведения крупного исследования, продемонстрированного в Центр современного искусства P.S.1.
«Её длинные черные волосы (Her Long Black Hair)». 2004. 46 минут. Центральный парк, Нью-Йорк.
«Призрачная Машина (Ghost Machine)». 2005. 7 минут. Matthias Lilienthal. Hebbel Theater. Berlin. Germany. Театр, в котором происходила съемка, был построен в 1907 г. как красивое, уютное, старомодное место с лабиринтом лестниц и подсобных помещений, к которым обычно зрители не могут получить доступ. Кардифф решила сделать видеопутешествие по этим пространствам. Один из основных элементов истории предлагает зрителям подняться по винтовой лестнице и найти там одного из героев повествования.
«Jena Walk (Memory Field)» 2006. Работа выполнена совместно с мужем. Culture Department of the City of Jena, Германия. Прогулку сопровождают звуковые эффекты из батальных сцен: пушки, мушкеты и лошади, скачущие галопом мимо. Время ускользает из одного века в другой, в то время как зритель-слушатель физически ходит ногами по этой же земле.
За 20 лет Кардифф сделала 25 различных вариантов прогулок. Смысл и наполнение проекта постоянно развивались: появилась фигура «дистанцированного зрителя», наблюдающего за процессом при помощи камеры слежения или отдельных фото, или зрителя-исследователя, постоянно передвигающегося и одновременно фиксирующего происходящее с помощью камеры.
В прогулке Alter Bahnhof Video Walk. 2012, созданной и показанной на Documenta 13 в здании старого железнодорожного вокзала, использовались технологические возможности нового поколения. Придя на вокзал и включив iPad, зрители подключались к программе на специальном сайте и запускали видеоизображение. Направляемые голосами Кардифф и Миллера, они проходили через всю станцию. Зрелище разворачивалось на небольшом экране, но «чувство присутствия» в череде происходящих событий было достаточно глубоко, потому что зритель попадал в ту самую точку, где заранее, по определенному сценарию, был отснят фильм. В этой путанице прошлое и настоящее, реальность и вымысел сливались тревожным и сверхъестественным способом, переданным в форме «физического кино».
За инсталляцию «Forty Part Motet» в 2001 году художница получила премию Национальной галереи Канады — National Gallery of Canada’s Millennium Prize. Эта инсталляция была переработкой хоровой музыки эпохи Возрождения «Spem in Alium» английского композитора Томаса Таллиса, в которой Кардифф записала 40 отдельных голосов хора и расположила по разным углам пространства.